# Adenorandia kalbreyeri
Adenorandia  es un género monotípico de plantas con flores perteneciente a la familia de las rubiáceas. Incluye una sola especie: Adenorandia kalbreyeri (Hiern) Robbr. & Bridson (1993), originaria del oeste y centro del África tropical, donde se distribuyen por Costa de Marfil, Nigeria, Camerún, Gabón y Zaire.

## Descripción
Es un arbusto o liana trepadora con tallos de más de 6 m de largo. Las hojas son opuestas, simples y todas estípuladas; de 4-10 mm de largo, por lo general caídas; con pecíolo de 3-12 mm de largo; hoja obovadas de 7-24 cm × 10.4 cm, base cuneada a truncada, ápice acuminado, pubescentes por debajo, con nervios pinnados laterales en 8-15 pares. Flores solitarias, terminales en las ramas laterales, bisexuales, regulares, 5-rosos, muy fragantes; Los frutos son unas correosas, casi globosas bayas de hasta 8 cm × 6 cm, con 10-12 canales longitudinales y con muchas semillas. 

## Distribución y hábitat
Adenorandia kalbreyeri se produce desde el sur de Nigeria hasta el oeste de República Democrática del Congo y el norte de Angola (Cabinda). Se produce en los bosques primarios, así como en la selva secundaria, a menudo en los bordes del bosque, también tiene un crecimiento secundario en las zonas de cultivo abandonadas.

## Usos
Del fruto del Adenorandia kalbreyeri se extrae un líquido de color azul que actúa como  cosmético que tinta de negro y que se utiliza como un medio de tatuaje. La planta tiene un alto valor como planta ornamental como trepadora con fragantes flores parecidas a los lirios.

## Evolución, filogenia y taxonomía
Adenorandia comprende una sola especie y se clasifica en la subfamilia Rubioideae, en la tribu Gardenieae. Está estrechamente relacionado con los géneros mayores Gardenia y Rothmannia.

## Taxonomía
Adenorandia kalbreyeri fue descrita por (Hiern) Robbr. & Bridson y publicado en Opera Bot. Belg. 6: 198 1993.
Etimología
Adenorandia: nombre genérico 
kalbreyeri: epíteto otorgado en honor del botánico alemán Guillermo Kalbreyer.
Sinonimia
- Gardenia kalbreyeri Hiern, J. Bot. 16: 97 (1878).
- Pseudogardenia kalbreyeri (Hiern) Keay, Bull. Jard. Bot. État 28: 46 (1958).
- Gardenia gossleriana J.E.Br. & K.Schum., Ber. Deutsch. Schutzgeb. 2: 157 (1889).
- Randia purpureomaculata C.H.Wright, Bull. Misc. Inform. Kew 1901: 123 (1901).[1]